# Шлюфка

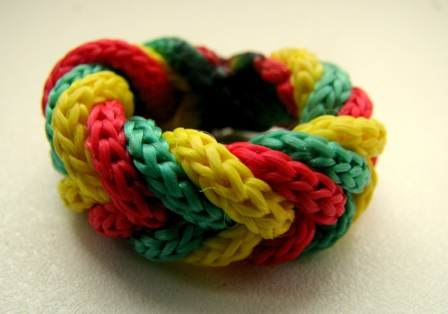
Пластовий обручик до хустки

Шлюфка (від пол. szlufka; інша назва — обру́чик) — виріб для скріплення точки перетину кінців пластової (скаутської) хустини.
Плететься за принципом гуцульської косички з цупких шнурків трьох кольорів (барв пластових уладів): зелений (УСП), малиновий (УПЮ), жовтий (УПН), інколи ще коричневий (УПС). Краї припалюються і таким чином скріплюються так, щоби вийшло коло. Діаметр — 3-4 см.
Чинний правильник одностроїв Пласту так визначає його назву і вигляд:
|                                                               | 4. Обручик до хустки: плетений із трьох барв: зеленої 910, жовтої 444 і червоної 321, однаковий для всіх у крайовій пластовій організації. |
| — Правильник про пластовий однострій і відзнаки, частина 1-ша | |

## Історія

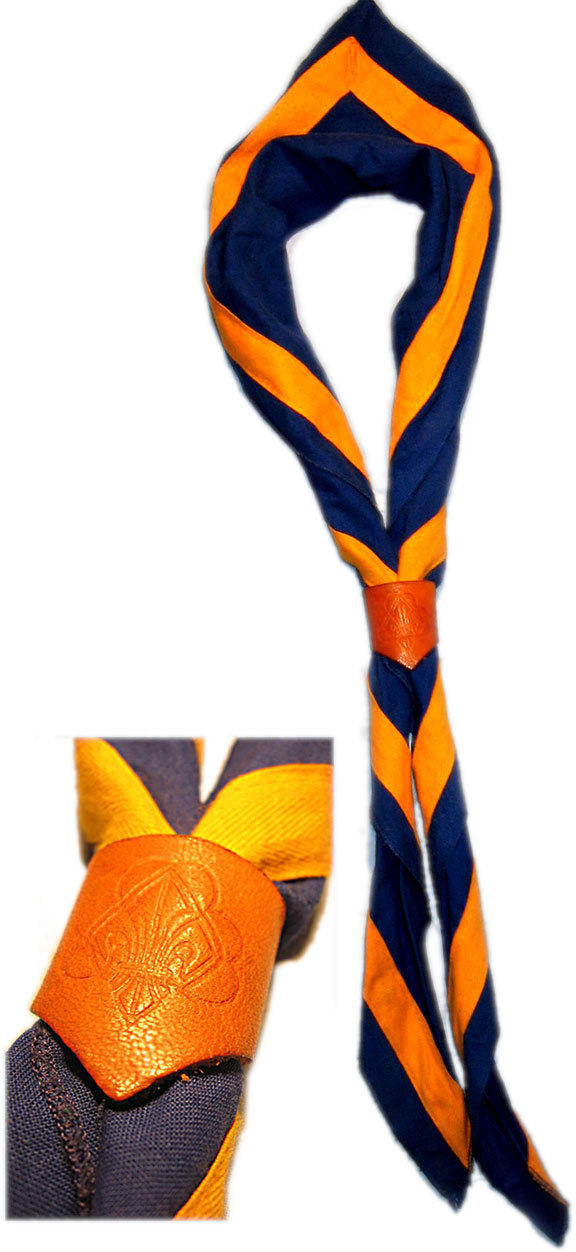
Німецька скаутська хустка зі шкіряним обручиком

Перші британські скаути зав'язували вузол на хустці, щоб закріпити її на шиї. У Сполучених Штатах експериментували з кільцями з кістки, шнурка або деревини.
Найбільш раннім відомим посиланням на обручик (англ. woggle) є червневе видання журналу The Scout 1927 року. Термін швидко почав застосовуватися до інших конструкцій кріплення хустки, багатьох форм і розмірів, і сьогодні використовується в усьому світі.
Слово кільце (англ. ring) вживалося у виданнях скаутського довідника Скаутинг для хлопчиків до 1929 року, коли Бейден-Поуелл змінив його в 14-му випуску: «Вона [хустка] може бути закріплена біля горла вузлом або обручиком, який є своєрідним кільцем зі шнура, металу або кістки, або чого завгодно».